# Tourisme littéraire

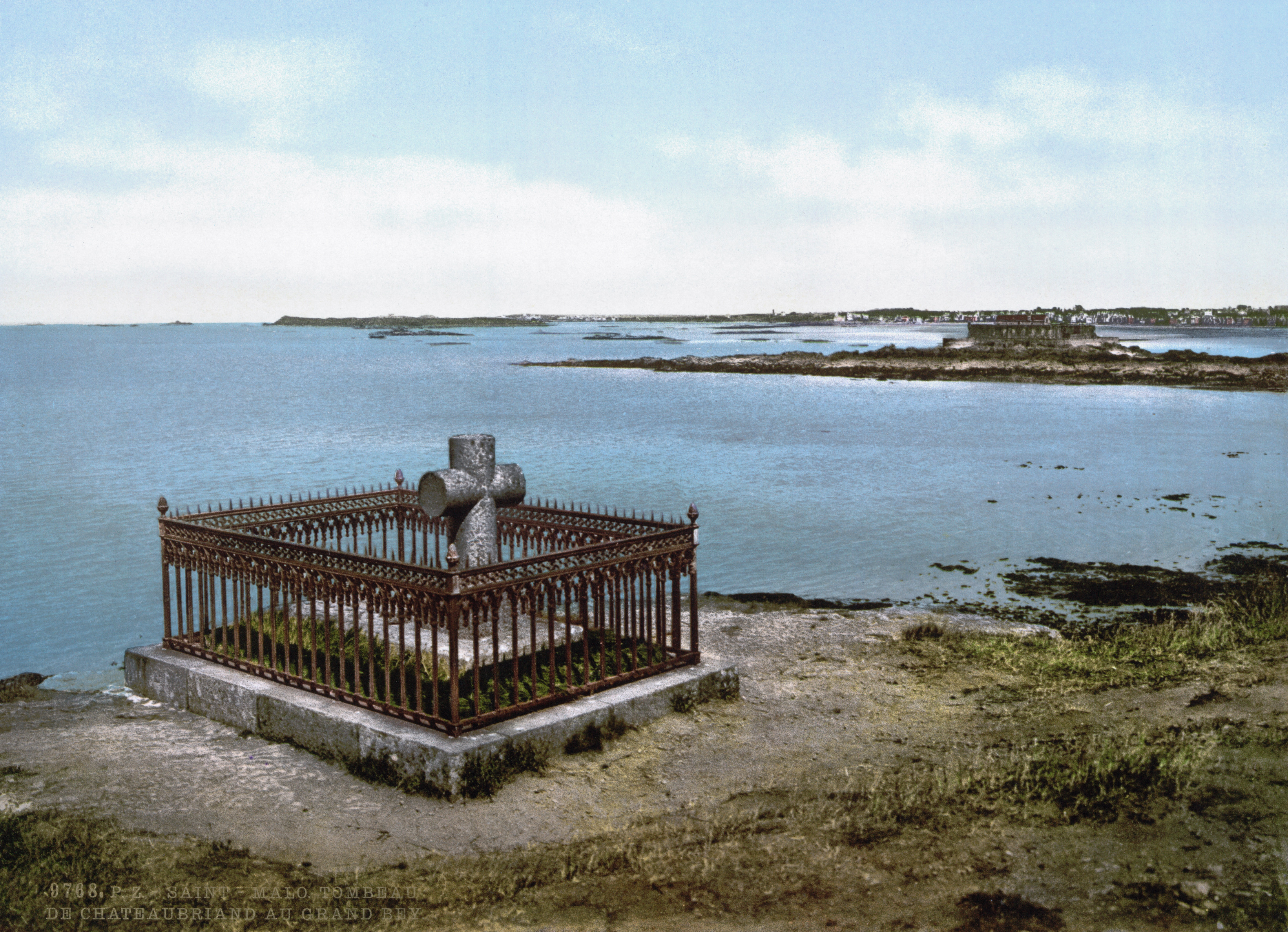
Le tombeau de Chateaubriand à Saint-Malo suscite des visites depuis le milieu du XIXe siècle.

Le tourisme littéraire est une forme de tourisme culturel dans lequel les visites d'un lieu sont motivées par leurs liens avec un auteur (sa maison, sa sépulture...) ou un univers fictionnel.